# Мавзолей Низамуддина
Мавзолей Низамуддина (хинди निज़ामुद्दीन दरगाह) — мавзолей одного из самых известных суфийских святых Низамуддина Аулия, расположенный в делийском районе Низамуддин-Вест. Ежедневно его посещают тысячи мусульман и много туристов и жителей города других религий. Рядом с мавзолеем находятся гробницы Амира Хосрова, Джехана Ара Бегума и Инайят Хана.